# Philoria
Philoria és un gènere de granotes que es troba a l'est i al sud d'Austràlia.

## Taxonomia
| Nom comú | Nom binomial                                                         |
| -------- | -------------------------------------------------------------------- |
|          | Philoria frosti (Spencer, 1901)                                      |
|          | Philoria kundagungan (Ingram & Corben, 1975)                         |
|          | Philoria loveridgei (Parker, 1940)                                   |
|          | Phloria pughi (Knowles, Mahony, Armsrong & Donnellan, 2004)          |
|          | Philoria richmondensis (Knowles, Mahony, Armsrong & Donnellan, 2004) |
|          | Philoria sphagnicolus (Moore, 1958)                                  |